# Turbinaria heronensis
Turbinaria heronensis är en korallart som beskrevs av Wells 1958. Turbinaria heronensis ingår i släktet Turbinaria och familjen Dendrophylliidae. IUCN kategoriserar arten globalt som sårbar. Inga underarter finns listade i Catalogue of Life.